# Vitô Trương Tác Hằng
Vitô Trương Tác Hằng S.V.D. (1903 - 1982; tiếng Anh:Vito Chang Tso-huan hoặc Vitus Zhang Zuo-heng) là một Giám mục người Trung Quốc của Giáo hội Công giáo Rôma. Ông nguyên là Giám mục chính tòa Giáo phận Tín Dương. Trước đó, ông cũng là Đại diện Tông Tòa cuối cùng của Hạt Đại diện Tông Tòa Tín Dương. Ngoài ra, ông cũng còn là một trong các nghị phụ tham dự trọn vẹn 4 giai đoạn của Công đồng Vatican II.

## Tiểu sử
Giám mục Vitô Trương Tác Hằng sinh ngày 22 tháng 8 năm 1903, tại Tsingtao, thuộc Trung Quốc. Năm 1926, chàng trai họ Trương 23 tuổi quyết định gia nhập dòng Ngôi Lời [kí hiệu S.V.D.]. Sau quá trình tu học dài hạn tại các cơ sở chủng viện theo quy định của Giáo luật, ngày 16 tháng 3 năm 1930, Phó tế Trương, 27 tuổi, tiến đến việc được truyền chức linh mục. Tân linh mục cũng thuộc linh mục đoàn Dòng Ngôi Lời.
Sau hơn 11 năm thực hiện các công việc mục vụ trên cương vị một linh mục, ngày 8 tháng 7 năm 1941, tin tức từ Tòa Thánh loan báo việc Giáo hoàng đã xác nhận việc tuyển chọn linh mục Vitô Trương Tác Hằng, 38 tuổi, gia nhập Giám mục đoàn Công giáo Hoàn vũ, với vị trí được trao phó là Đại diện Tông Tòa Hạt Đại diện Tông Tòa Tín Dương và danh hiệu Giám mục Hiệu tòa Eguga. Lễ tấn phong cho vị giám mục tân cử được tổ chức sau đó vào ngày 8 tháng 12 cùng năm, với phần nghi thức chính yếu được cử hành cách trọng thể bởi 3 giáo sĩ cấp cao. Chủ phong cho tân giám mục là Giám mục Teodoro Schu, S.V.D., Đại diện Tông Tòa [[Hạt Đại diện Tông Tòa Duyện Châu. Hai vị khác,m với vai trò phụ phong, gồm có Giám mục Franz Hoowaarts, S.V.D., Đại diện Tông Tòa Hạt Đại diện Tông Tòa Tào Châu Phủ và Giám mục Charles (Karl) Weber, S.V.D., Giám mục Đại diện Tông Tòa Hạt Đại diện Tông Tòa Nghi Châu.
Gần 5 năm sau đó, tin vui từ Tòa Thánh đến với Hạt Đại diện Tông Tòa Tín Dương, đó là ngày 11 tháng 4 năm 1946, tin từ Tòa Thánh loan báo việc thiết lập Tân giáo phận Tín Dương, trên cơ sở là sự nâng cấp của Hạt Đại diện Tông Tòa Tín Dương. Đi cùng tin tức này, Tòa Thánh cũng xác nhận, tái bổ nhiệm Giám mục Trương Tác Hằng coi sóc giáo phận tân lập, với chức danh mới là Giám mục chính tòa.
Ngày 13 tháng 11 năm 1949, Tòa Thánh chấp thuận quyết định từ nhiệm của Giám mục Trương, thay cho ông danh hiệu Giám mục Hiệu tòa Cyanae. Mặc dù từ nhiệm đã lâu, nhưng ông là một trong các nghị phụ tham dự cách trọn vẹn Công đồng Vatican II, kéo dài từ năm 1962 đến năm 1965.
Giám mục Trương qua đời ngày 1 tháng 11 năm 1982, thọ 79 tuổi.